# Magdalena Frison
Magdalena Frison (* 1897 in Baden (Otscheretiwka, heute Teil von Kutschurhan) bei Odessa, Russisches Kaiserreich; † 22. Mai 1938 in Magadan, Sowjetunion) war eine russlanddeutsche römisch-katholische Märtyrin.

## Leben
Magdalena Frison wurde 1897 in der schwarzmeerdeutschen Kolonie Baden in der Nähe von Odessa geboren. Sie wurde in Odessa Haushälterin ihres 1926 heimlich zum Bischof ernannten Onkels Alexander Frison, in dessen Auftrag sie Reisen nach Sewastopol und Moskau (zu Bischof Pie Eugène Joseph Neveu) unternahm. Zusammen mit ihrem Onkel wurde sie am 26. Oktober 1935 in Simferopol verhaftet und im März 1937 in Odessa zu acht Jahren Gulag verurteilt. Sie wurde in das Lager Sevvostoklag bei Magadan deportiert, dort am 7. April 1938 der konterrevolutionären Tätigkeit unter den Häftlingen beschuldigt, am 11. Mai zum Tode verurteilt und am 22. Mai erschossen.

## Gedenken
Die katholische Kirche hat Magdalena Frison als Glaubenszeugin in das deutsche Martyrologium des 20. Jahrhunderts aufgenommen.